# ホリプロの制作番組一覧
ホリプロの制作番組一覧は、株式会社ホリプロが今までに制作および制作協力した番組の一覧。

## 番組一覧

### 現在の番組
- アッコにおまかせ!　企画協力(TBS,1985-)
- クイズプレゼンバラエティー Qさま!!　制作協力(テレビ朝日,2004-)
- 拝啓!!鉄道人　制作(テレ朝チャンネル,2007-)
- 誰だって波瀾爆笑　制作協力(日本テレビ,2008-)
- まかないメシ食べまくり!!シリーズ（不定期放送）　制作協力(福島中央テレビ)

### 過去のバラエティ番組

#### 日本テレビ系列
- DOKIドキDO!　製作著作(1987-1988)
- TVおじゃマンボウ　制作協力(1993-2006)
- 欲望の食卓　製作（1996）
- ジャムパラ　制作協力（1997）
- SUPER SURPRISE 制作協力（日本テレビ,2009-）※月曜のみ担当、以前は水曜を担当
- ZZZ　(福岡放送制作枠)
  - 所的蛇足講座　制作協力(1998-2000)
  - ホットパンツ　制作協力(2000)
  - アッコとマチャミのテレビ　制作協力(2000-2001)
  - アッコとマチャミの新型テレビ　制作協力(2001-2005)
- アミューズメントミューズ1/3娘　制作協力(2006-2007)

#### TBS系列
- やる気マンマン日曜日　製作(毎日放送,1987-1989)
- ウンナンの桜吹雪は知っている　制作協力(1995-1996)
- ウンナンの気分は上々。→新ウンナンの気分は上々。　制作協力(1996-2003)
- 恋するハニカミ!　制作協力(2003-2009)
- 激あま～い　製作(2006)
- 個人授業～正しい和田アキ子の作り方～→個人授業II　制作協力(共同テレビ・TBS,2006-2007)

#### フジテレビ系列
- クイズ&ゲーム太郎と花子　企画・制作(1990)
- 愛に恋　制作
- 対極の天　制作（1996）
- テクノマエストロ　制作
- 自分クイズ　制作(1999,2001特番)
- 世界ゴッタ煮偉人伝　制作著作(2000)
- 爆笑問題の死ぬかと思ったシリーズ（特番）
- 爆笑問題の平均王決定戦（特番）
- 東京ZOO（特番）

#### テレビ朝日系列
- 姫TV　制作協力(1988-1993)
- さまぁ〜ずと優香の怪しい××貸しちゃうのかよ!!　制作協力(2002-2004)
- 女優開発プロジェクト ××プロ (テレビ朝日・BS朝日,2005-2006)
- もしものシミュレーションバラエティー お試しかっ!　制作協力(テレビ朝日,2008-)
- 恋するドライブ　制作（BS朝日）

#### テレビ東京系列
- 見た目が勝負!?　製作(テレビ東京・1996-1997)
- なまなまレースクイーン 製作(テレビ東京・1997-1998)
- コイブミ→コイブミII　製作(テレビ東京・テレビ大阪,2002-2003)
- ウラ関根TV　製作(テレビ東京・テレビ大阪,2003-2004)
- 藤原竜也の一回道　製作(テレビ東京)
- 藤原竜也の二回道　製作(テレビ東京)
- 藤原竜也の三回道　製作(テレビ東京)

#### TOKYO MX
- IJP イジュウインパーク 制作協力(TOKYO MX,2010-2011)

#### 東名阪ネット6
- 伊集院光のばらえてぃーばんぐみ 制作・著作(ポニーキャニオン,2012)

#### 日本BS放送
- 伊集院光のばんぐみ 制作著作(日本BS放送,2007-2009)
- 伊集院光のしんばんぐみ 制作著作(日本BS放送,2009)
- 伊集院光わーるど傑作選 制作著作(日本BS放送,2009）

### 過去のドラマ

#### 日本テレビ系列
- DRAMA COMPLEX
  - 手の上のシャボン玉 製作著作(2006)
- 火曜ドラマゴールド
  - 美貌のメス　脳神経外科医・津山慶子　製作著作(2007)
  - 私の頭の中の消しゴム　製作著作(2007)
- 火曜ドラマ
  - 学校じゃ教えられない!　制作協力(2008)

##### よみうりテレビ製作枠
- ニュースなあいつ 制作(1992)
- ギンザの恋 制作協力(2002)
- 14ヶ月〜妻が子供に還っていく〜　制作協力(2003)

#### TBS系列
- 愛LOVEナッキー 制作(1980)
- 愛してるよ!先生　製作(1990)　※HORI X名義
- いつか好きだと言って　製作(1993)
- 月曜ドラマスペシャル→月曜ミステリー劇場
  - 早乙女千春の添乗報告書　全17作　製作(1995-2005)
- 義務と演技　製作(1996)
- 愛の劇場　ママまっしぐら! 全3作　製作(2000-2002)
- 夫婦漫才 (テレビドラマ)　製作(TBS・BS-i,2001)
- マイリトルシェフ　製作(2002)
- Pな彼女　　制作協力(BS-i・シネカノン,2002)
  - 第1シリーズ「はたらきモン!」　
  - 第2シリーズ「一身上の都合?」
  - 第3シリーズ「最後の夏休み」
  - 第4シリーズ「カルロスに憧れて」
  - 第5シリーズ「天使の休息」
  - 第6シリーズ「セシルの奇跡」
- 和田アキ子 特別企画ドラマ ザ・介護番長　制作(2005)
- ドラマ30
  - ヤ・ク・ソ・ク　制作(毎日放送,2005)
  - ナツコイ　制作協力(毎日放送,2008)
- TBSテレビ50周年記念ドラマ特別企画
  - 赤い疑惑　制作(2005)
  - 赤い運命　制作(2005)
  - 赤い奇跡　制作(2006)
- 恋愛小説～100万人が泣いた！ベストセラー作家が描く３つの恋の物語　制作(2006)
- 月曜ゴールデン
  - 和田アキ子殺人事件　制作協力(2007)
- 月曜ゴールデン「刑事シュート しゅうと&ムコの事件日誌」製作(TBS,2008,2010)
- 木曜ドラマ9
  - 夫のカノジョ　製作(2013)

#### フジテレビ系列
- 月曜ドラマランド
  - 生徒諸君!ナッキーはつむじ風、双子の転校生に学園はパニック　永遠の名作登場！　制作(1987)
- 金曜エンタテイメント→金曜プレステージ
  - 外科医 鳩村周五郎 闇のカルテ　制作(2004-)
  - 天国へのカレンダー　制作(フジテレビ・関西テレビ,2005)
  - ひみつな奥さん　制作(2006-)
  - 和田アキ子物語　制作(2008)
- トリハダ〜夜ふかしのあなたにゾクッとする話を　制作(2007-)
- ドラマミステリーズ 〜カリスマ書店員が選ぶ珠玉の一冊〜 制作(2017)

##### 関西テレビ制作枠
- 江國香織クリスマスドラマスペシャル「温かなお皿」 制作(2001)
- ドラマスペシャル「失われた約束　引き裂かれた愛の行方」 制作(2003)
- ブスの瞳に恋してる　制作協力(2006)
- リアル・クローズ 制作協力(2009)
- 逃亡弁護士 制作(2010)
- ハングリー!　制作(2012)

#### テレビ朝日系列
- おはなちゃん繁昌記　制作(1978)
- 本当にあった怖い話　制作(週替わり,1992)
- 月曜ドラマ・イン
  - 花嫁は16才!　制作(1995)
  - 天国のKiss　制作(1999)
- 金曜ナイトドラマ
  - ミステリー民俗学者 八雲樹　制作(2004)
  - はるか17 制作(2005)　※HORI X名義
- ドラマスペシャル「古都」制作(2005)
- 土曜ミッドナイトドラマ
  - もういちど地下鉄に乗って　制作(2006)
  - 拝み屋横丁顛末記　制作(2006)
  - 失踪HOLIDAY　制作(2007)
  - 新宿スワン　制作(2007)
- 氷点　制作協力(2006)
- 金9
  - 生徒諸君!　制作(ABC・テレビ朝日,2007)
  - ギラギラ　制作(ABC、テレビ朝日、2008)
  - 崖っぷちのエリー〜この世でいちばん大事な「カネ」の話〜　製作(ABC、テレビ朝日,2010)
- 木曜ドラマダンディ・ダディ?〜恋愛小説家・伊崎龍之介〜　制作（テレビ朝日,2009.7-9）
- 椿山課長の七日間　制作(2009)
- 日曜ナイトドラマ
  - 霊能力者 小田霧響子の嘘　制作(2010)

#### テレビ東京系列
- ドラマシリーズ・家族
  - 別れたら好きな人 (1999)
- 水曜ミステリー9
  - 刑事吉永誠一 涙の事件簿　制作(テレビ東京・BSジャパン,2004-)
  - 女かけこみ寺 刑事・大石水穂　制作(テレビ東京・BSジャパン,2008)
- ドラマ24
  - ウォーキン☆バタフライ　制作(2008)
- 金曜8時のドラマ
  - 刑事吉永誠一 涙の事件簿　製作(2013)
  - 三匹のおっさん〜正義の味方、見参!!〜　製作(2014)
    - 三匹のおっさん2〜正義の味方、ふたたび!!〜(2015)
    - 三匹のおっさん3〜正義の味方、みたび!!〜(2017)

#### WOWOW
- ドラマW
  - 震度0 制作協力(2007)
  - 蒼い瞳とニュアージュ 制作協力(2007)

### 過去のアニメ

#### TBS系列
- 行け!稲中卓球部 製作（TBS・キティフィルム,1995）

#### テレビ東京系列
- カレイドスター　製作(テレビ東京・テレビ東京メディアネット,2003-2004)
- DAN DOH!! 製作(テレビ東京・テレビ東京メディアネット,2004)
- 最強武将伝 三国演義日本語版製作(テレビ大阪,2010)

#### 独立局他
- アクエリオンロゴス 製作(Project AQUARION LOGOS(TOKYO MX・AT-X),2015)
- BanG Dream! 製作(BanG Dream! Project(TOKYO MX),2017)

#### ファミリー劇場
- 鉄子の旅 制作協力(『鉄子の旅』製作委員会,2007)